# Ghost in the Shell: Stand Alone Complex
Ghost in the Shell: Stand Alone Complex (jap. 攻殻機動隊 STAND ALONE COMPLEX, Kōkaku Kidōtai STAND ALONE COMPLEX) ist eine 26-teilige Anime-Fernsehserie aus dem Jahr 2002, die auf Masamune Shirows Ghost in the Shell-Universum basiert. Sie wurde auch als Film zusammengeschnitten und als OVA mit dem Titel „The Laughing Man“ auf DVD veröffentlicht. Im Jahr 2004 wurde sie mit einer zweiten Staffel unter dem Titel Ghost in the Shell: S.A.C. 2nd GIG und 2006 mit einem Fernsehfilm namens Ghost in the Shell: S.A.C. Solid State Society fortgesetzt. Es erschien eine Fortsetzung unter dem Titel Ghost in the Shell: SAC 2045.

## Inhalt

Das Logo des Lachenden Mannes

### Überblick
Die Handlung spielt hauptsächlich in der fiktiven japanischen Stadt New Port City (Niihama-shi) des Jahres 2030, wo die Mitglieder der Spezialeinheit Sektion 9 mit der Aufklärung verschiedener Fälle von Kriminalität, Spionage und Terrorismus betraut werden. Hierzu zählt auch der sogenannte Fall des Lachenden Mannes, der bereits vor mehreren Jahren für Aufsehen sorgte, von der zuständigen Abteilung der Polizei jedoch nie aufgeklärt werden konnte. Im Laufe der eigenen Ermittlungen stellen die Mitarbeiter von Sektion 9 fest, dass der Fall des Lachenden Mannes wesentlich komplexer ist, als dies zunächst den Anschein hat und sich die alles auslösende Entführung zu einem Fall von Wirtschaftskriminalität ungeahnten Ausmaßes entwickelt, in den neben Mitgliedern der Polizei auch Angehörige der Regierungspartei verstrickt sind.

### Verbindung zu Manga und Kinofilmen
Zeitlich gesehen spielt Ghost in the Shell: Stand Alone Complex zwischen den beiden Kinofilmen  Ghost in the Shell und Ghost in the Shell 2: Innocence und damit auch nach der Mangaserie. Die Handlung der Fernsehserie ist jedoch vollkommen eigenständig und steht nicht mit den anderen Produktionen in Zusammenhang. Dennoch enthalten die einzelnen Episoden zahlreiche Anspielungen auf Filme und Manga oder zitieren Motive aus diesen.

## Produktion und Veröffentlichung
Die Serie wurde mit einem Budget von 800 Millionen Yen (etwa 6 Millionen Euro) vom japanischen Studio Production I.G unter der Regie von Kenji Kamiyama produziert. Der übergeordnete Handlungsrahmen, der sich über die gesamte Serie erstreckt, stammt aus der Feder von Masamune Shirow, der auch als Berater für die Produktion tätig war. Das Design der Charaktere wurde von Makoto Shimomura entworfen. Die Arbeiten fanden in einer eigens zu diesem Zweck gegründeten Abteilung von Production I.G namens „Studio 9“ statt. Der Name wurde in Anlehnung an die „Sektion 9“ genannte Spezialeinheit gewählt, von der die Serie handelt.
Ursprünglich war Ghost in the Shell: Stand Alone Complex als in sich abgeschlossene Serie mit 26 Episoden konzipiert worden. Jedoch wurde bereits kurz nach Beginn der Erstausstrahlung im japanischen Fernsehen, die zwischen 1. Oktober 2002 und 25. März 2003 beim Pay-per-View-Sender Animax erfolgte, die Produktion einer zweiten Staffel mit ebenfalls 26 Episoden beschlossen.
Im deutschsprachigen Raum wurde Ghost in the Shell: Stand Alone Complex zwischen Dezember 2005 und Juni 2006 von Panini Video auf insgesamt acht DVDs veröffentlicht. Dabei beinhalten die erste und letzte DVD jeweils vier, die restlichen DVDs je drei Episoden. Die Erstausstrahlung im deutschen Fernsehen erfolgte zwischen 7. Mai 2006 und 30. Juli 2006 durch den Fernsehsender MTV. Nach Abgabe der Lizenz an das Studio Nipponart veröffentlichte dieses die Serie am 26. Juni 2015 neu auf DVD und Blu-Ray.

### Musik
Die Musik zur Serie wurde von Yōko Kanno komponiert und von Victor Entertainment produziert, einem Tochterunternehmen von JVC. Der Vorspanntitel „Inner Universe“ wird von der russischen Sängerin Origa gesungen, der Abspanntitel „Lithium Flower“ von Scott Matthew.

### Synchronsprecher
Für die deutsche Fassung der Serie zeichnet das Berliner Synchronstudio Hermes Synchron GmbH verantwortlich. Die Sprechrollen der Charaktere Motoko Kusanagi, Batou, Togusa und Ishikawa wurden dabei mit den Synchronsprechern der Fernsehserie Stargate SG-1 besetzt.
| Rolle           | Japanischer Sprecher (Seiyū) | Deutscher Sprecher |
| --------------- | ---------------------------- | ------------------ |
| Batou           | Akio Ōtsuka                  | Tilo Schmitz       |
| Boma            | Taro Yamaguchi               | Andreas Hosang     |
| Daisuke Aramaki | Osamu Saka                   | Hasso Zorn         |
| Ishikawa        | Yutaka Nakano                | Erich Räuker       |
| Motoko Kusanagi | Atsuko Tanaka                | Christin Marquitan |
| Paz             | Takashi Onozuka              | Thomas Schmuckert  |
| Saito           | Tōru Ōkawa                   | Michael Bauer      |
| Togusa          | Kōichi Yamadera              | Klaus-Peter Grap   |